# Symphonie no 7 de Sibelius
 (mars 2023).
Si vous disposez d'ouvrages ou d'articles de référence ou si vous connaissez des sites web de qualité traitant du thème abordé ici, merci de compléter l'article en donnant les références utiles à sa vérifiabilité et en les liant à la section « Notes et références ».
Pour les articles homonymes, voir Symphonie no 7.
La symphonie no 7 en ut majeur, op. 105,  est la dernière symphonie publiée de Jean Sibelius. Terminée le 2 mars 1924, la particularité de cette pièce est d'être en un seul mouvement, contrairement à la formule symphonique standard de quatre mouvements. Elle a été créée à Stockholm le 24 mars 1924 sous la direction du compositeur avec le titre de Fantaisie symphonique no 1. Le compositeur était apparemment indécis sur le nom à donner à la pièce, et l'a finalement appelée symphonie après réflexion. Lors de sa publication le 25 février 1925, la partition a été intitulée «Symphonie no 7 (en un seul mouvement) ».

## Historique
Le concept d'une symphonie continue, d'un seul mouvement s'est imposé à Sibelius après un long processus d'expérimentation. Sa Troisième Symphonie, datant de 1907, ne comporte que trois mouvements, le quatrième mouvement ayant été fusionné avec le troisième. Le résultat final a suffisamment satisfait Sibelius qui a utilisé la même idée dans sa Cinquième Symphonie, achevée en 1915. Bien que la première mention de la Septième apparaisse en décembre 1918, la source de son matériel remonte à environ 1914, époque où il travaillait à la Cinquième.
En 1918, Sibelius a décrit l'idée de cette symphonie comme impliquant « la joie de la vie et la vitalité avec des sections appassionato ». La Symphonie aurait trois mouvements, le dernier étant un « rondo hellénique ». Les esquisses qui subsistent du début des années 1920 montrent que le compositeur a travaillé sur une œuvre de quatre et pas trois mouvements. La tonalité globale semble avoir été sol mineur, tandis que le second mouvement, un adagio en ut majeur, a été la source essentielle pour les thèmes qui ont finalement été incorporés dans la symphonie. Le premier projet survivant d'un seul mouvement date de 1923, ce qui suggère que Sibelius a peut-être pris la décision à ce moment de renoncer à une œuvre à plusieurs mouvements. Pendant l'été 1923, le compositeur a produit plusieurs autres projets, dont au moins un qui était dans un état exécutable. Cependant la fin de la symphonie n'était pas encore pleinement élaborée.
Au début de 1924, Sibelius a été distrait de son travail sur la symphonie par un certain nombre d'événements extérieurs : l'attribution d'un grand prix en argent de la fondation Helsinki, des anniversaires dans la famille et la composition d'un certain nombre de brèves œuvres pour piano. Quand il est revenu à la Septième, le compositeur a bu de grandes quantités de whisky dans le but, selon lui, de raffermir sa main, comme il l'écrit sur le manuscrit.
Parallèlement à son travail sur ses Cinquième et Sixième Symphonies, Sibelius a exploité pour la Septième Symphonie le matériel de Kuutar, un poème symphonique jamais achevé. Cela lui a permis de mettre en forme les premières parties de la Septième. Un des thèmes de Kuutar, appelé Tähtölä est apparu dans la section d'ouverture Adagio de la Septième.
Bien que la Septième Symphonie ait apparemment d'abord existé sous une forme embryonnaire en ré majeur, le compositeur a finalement choisi la tonalité de do majeur. Il fut un temps où essayer de composer en do majeur a été considéré comme voué à n'être qu'une tentative infructueuse, car cette tonalité n'avait « rien de plus à offrir ». Mais à la suite de la Septième Symphonie, le compositeur britannique Ralph Vaughan Williams a dit que seul Sibelius pouvait composer une grande œuvre en do majeur, toute fraîche.
Sibelius a vécu encore 33 ans après la fin de la Septième, mais elle a été l'une des dernières œuvres symphoniques qu'il a composées. Il n'a écrit ensuite qu'une œuvre achevée pour orchestre, son poème symphonique Tapiola. Cependant, en dépit de beaucoup de preuves de travail sur une huitième symphonie, on croit que Sibelius a brûlé tout ce qu'il avait écrit.

### Orchestration
| Instrumentation de la septième symphonie                             |
| Cordes                                                               |
| premiers violons, seconds violons, altos, violoncelles, contrebasses |
| Bois                                                                 |
| 2 flûtes, 2 hautbois, 2 clarinettes en si, 2 bassons                 |
| Cuivres                                                              |
| 4 cors en fa, 3 trompettes en si, 3 trombones                        |
| Percussions                                                          |
| timbales                                                             |

## Structure
La symphonie est écrite en un seul mouvement divisé en sections :
1. Adagio (mesures 1-92) ;
2. Un pochett. meno adagio – poco affrett. – Poco a poco affrettando il Tempo al ... Vivacissimo – rallentando al ... (mesures 93-221) ;
3. Adagio – Poco a poco meno lento al ... (mesures 222-257) ;
4. Allegro molto moderato – Un pochett. affrettando (mesures 258-285) ;
5. Allegro moderato – Poco a poco meno moderato (mesures 286-408) ;
6. Vivace (mesures 409-448) ;
7. Presto – Poco a poco rallentando al ... (mesures 449-475) ;
8. Adagio (mesures 476-495) ;
9. Largamente molto – Affettuoso (mesures 496-521) ;
10. Tempo I (mesures 522-525).

## Analyse
C’est une œuvre considérée, avec Tapiola, comme l'aboutissement de son répertoire symphonique. Après la Septième Symphonie, Sibelius continue d'écrire de la musique mais cesse de l'éditer : il détruira dans les années 1940 la partition d’une Huitième Symphonie.